# Georges Lech
Georges Lech (Billy-Montigny, Francia, 2 de junio de 1945) es un exfutbolista francés de ascendencia polaca.

## Equipos
| Equipo                         | País    | Años      | PJ  | Goles |
| ------------------------------ | ------- | --------- | --- | ----- |
| RC Lens                        | Francia | 1962-1968 | 213 | 78    |
| FC Sochaux                     | Francia | 1968-1972 | 171 | 39    |
| Stade de Reims                 | Francia | 1972-1976 | 84  | 9     |
| RC Épernay                     | Francia | 1976-1977 | ?   | ?     |
| Selección de fútbol de Francia | Francia | 1963–1973 | 35  | 7     |

## Palmarés
| Título             | Club    | Año  |
| ------------------ | ------- | ---- |
| Copa Charles Drago | RC Lens | 1965 |